# Amel Riadhi Ouargla
Ne pas confondre avec l'IRB Ouargla, un autre club de la Wilaya d'Ouargla fondé en 1977 ; ni avec l'ASC Ouargla fondé en 1992 ; ni avec l'ex-MC Ouargla fondé en 1957 et disparu lors des années 1990s ; ni avec le CR Beni-Thour (ex-MC Ouargla pendant un moment) fondé en 1990 ; ni avec l'ES Ouargla fondé en 2009.
Maillots
Dernière mise à jour : 10 mai 2020.
Le Mouloudia Chabab Mekhadma (en arabe : مولودية شباب المخادمة), plus couramment abrégé en MC Mekhadma ou encore en MCM, est un club algérien de football fondé en 1973 et basé dans la commune de Mekhadma, dans la Wilaya d'Ouargla,.

## Histoire
Le NCM a évolué à plusieurs reprises dans le Championnat de 2e division.
L'équipe évolue pour la saison 2014-2015 dans le Championnat d'Algérie de 3e division.
A l'issue de la saison 2017-18, le club a décidé de changer le nom de l'équipe, du Mouloudia Chabab Mekhadma vers l'Amel Riadhi Ouargla.

## Parcours

### Classement en championnat par année
- 1973-74 : D?, ?e
- 1974-75 : D?, ?e
- 1975-76 : D?, ?e
- 1976-77 : D?, ?e
- 1977-78 : D?, ?e
- 1978-79 : D?, ?e
- 1979-80 : D?, ?e
- 1980-81 : D?, ?e
- 1981-82 : D?, ?e
- 1982-83 : D?, ?e
- 1983-84 : D?, ?e
- 1984-85 : D?, ?e
- 1985-86 : D?, ?e
- 1986-87 : D?, ?e
- 1987-88 : D?, ?e
- 1988-89 : D?, ?e
- 1989-90 : D?, ?e
- 1990-91 : D?, ?e
- 1991-92 : D?, ?e
- 1992-93 : D?, ?e
- 1993-94 : D?, ?e
- 1994-95 : D?, ?e
- 1995-96 : D?, ?e
- 1996-97 : D3, Régional Sud-Est 11e
- 1997-98 : D3, Régional Sud-Est 7e
- 1998-99 : D3, Régional Ouargla, 1re
- 1999-00 : D3, National 2 Sud-est, 1re
- 2000-01 : D2, Division 1 Centre-Est, 16e
- 2001-02 : D3, Régional Ouargla, ?e
- 2002-03 : D3, Régional Ouargla, ?e
- 2003-04 : D3, Régional Ouargla, ?e
- 2004-05 : D4, Régional Ouargla, ?e
- 2005-06 : D4, Régional Ouargla, 1re
- 2006-07 : D3, inter-régions Centre,  8e
- 2007-08 : D3, inter-régions Centre,  9e
- 2008-09 : D3, inter-régions Centre,  10e
- 2009-10 : D3, inter-régions Centre,  2e
- 2010-11 : D3, DNA Centre-Est, 5e
- 2011-12 : D3, DNA Centre, 3e
- 2012-13 : D3, DNA Centre, 9e
- 2013-14 : D3, DNA Centre, 13e
- 2014-15 : D3, DNA Centre, 14e
- 2015-16 : D3, DNA Centre, 4e
- 2016-17 : D3, DNA Centre, 13e
- 2017-18 : D4, inter-régions Centre-Ouest, ?e
- 2018-19 : D5, Régional 1 Ouargla, ?e
- 2019-20 : D5, Régional 1 Ouargla, ?e
- 2020-21 : Saison Blanche
- 2021-22 : D4, Régional 1 Ouargla, 5e
- 2022-23 : D4, Régional 1 Ouargla, ?e
- 2023-24 : D4, Régional 1 Ouargla, 5e
- 2024-25 : D4, Régional 1 Ouargla, ?e

### Parcours du MCM en coupe d'Algérie
| Saison  | Tour          | Matchs          | Résultats     |
| ------- | ------------- | --------------- | ------------- |
| 1973-74 | ?             | ?               | ?             |
| 1974-75 | ?             | ?               | ?             |
| 1975-76 | ?             | ?               | ?             |
| 1976-77 | ?             | ?               | ?             |
| 1977-78 | ?             | ?               | ?             |
| 1978-79 | ?             | ?               | ?             |
| 1979-80 | ?             | ?               | ?             |
| 1980-81 | ?             | ?               | ?             |
| 1981-82 | ?             | ?               | ?             |
| 1982-83 | ?             | ?               | ?             |
| 1983-84 | ?             | ?               | ?             |
| 1984-85 | ?             | ?               | ?             |
| 1985-86 | ?             | ?               | ?             |
| 1986-87 | ?             | ?               | ?             |
| 1987-88 | ?             | ?               | ?             |
| 1988-89 | ?             | ?               | ?             |
| 1989-90 | N.J           | N.J             | N.J           |
| 1990-91 | ?             | ?               | ?             |
| 1991-92 | ?             | ?               | ?             |
| 1992-93 | N.J           | N.J             | N.J           |
| 1993-94 | ?             | ?               | ?             |
| 1994-95 | ?             | ?               | ?             |
| 1995-96 | ?             | ?               | ?             |
| 1996-97 | ?             | ?               | ?             |
| 1997-98 | ?             | ?               | ?             |
| 1998-99 | ?             | ?               | ?             |
| 1999-00 | 1/32 finale   | A Bou Saada     | 6-0           |
| 2000-01 | ?             | ?               | ?             |
| 2001-02 | ?             | ?               | ?             |
| 2002-03 | ?             | ?               | ?             |
| 2003-04 | ?             | ?               | ?             |
| 2004-05 | ?             | ?               | ?             |
| 2005-06 | 1/32 finale   | JS Kabylie      | 6-0           |
| 2006-07 | 1/8 finale    | MC Oran         | 1-0           |
| 2007-08 | 1/16 finale   | CR Belouizdad   | 2-1 a.p       |
| 2008-09 | 1/32 finale   | RC Kouba        | 4-2           |
| 2009-10 | 1/32 finale   | SC Ain Merane   | 2-1           |
| 2010-11 | 1/16 finale   | MC Alger        | 0-0 t.a.b 4-2 |
| 2011-12 | 1/32 finale   | CRB Aïn Djasser | 2-2 t.a.b 4-2 |
| 2012-13 | ?             | ?               | ?             |
| 2013-14 | ?             | ?               | ?             |
| 2014-15 | Avant dernier | USB Hassi R'mel | 4-0           |
| 2015-16 | Avant dernier | NRB Touggourt   | 2-2 t.a.b     |
| 2016-17 | 1/64 finale   | MB Rouissat     | 2-1 a.p       |
| 2017-18 | Avant dernier | NRN Boughoufala | ?             |
| 2018-19 | 1/64          | CR Beni Thour   | 3-1           |
| 2019-20 | ?             | ?               | ?             |

## Identité du club

### Logo et couleurs
Depuis la fondation du club en 1973, ses couleurs sont toujours le Noir et le Blanc.

Ancien logo de l'ex-MCM
Ancien logo de l'ex-ARO